# Buljesovce
Buljesovce (Servisch cyrillisch Буљесовце) is een plaats in de Servische gemeente Vranje. De plaats telt 78 inwoners (2002).